# Max Reischle
Max Wilhelm Theodor Reischle, född den 18 juni 1858 i Wien, död den 11 december 1905 i Tübingen, var en tysk evangelisk teolog.
Reischle studerade i Tübingen, först filosofi, sedan teologi, besökte därefter Albrecht Ritschl i Göttingen och England samt var repetent i Tübingen 1883-1888. Efter några års skolverksamhet kallades han 1892 till professor i Giessen (efter Gottschick), 1895 till Göttingen och 1897 till Halle (efter Köstlin). 
Reischle "var", skriver Edvard Magnus Rodhe i Nordisk Familjebok, "anhängare af den s. k. ritschlska teologien, men insåg tidigt dennas begränsning. De af Ritschl förbisedda problemen, som kommo på dagordningen, sedan den ritschlska teologien nått höjdpunkten af sitt inflytande, ville R. lösa med medvetet fasthållande af den insats Ritschl, enligt hans uppfattning, gjort utöfver Schleiermacher. R:s tidiga död afbröt hans samvetsgranna och gedigna arbete på en dylik vidare-bildning af hans läromästares teologi." 
Bland Reischles arbeten kan nämnas Ein Wort zur Kontroverse über die Mystik in der Theologie (1886), Werturteile und Glaubensurteile (1900) och Theologie und Religionsgeschichte (1904).